# Киселиця Одарка Олексіївна
Ода́рка Олексі́ївна Кисели́ця (1 квітня 1912, Берегомет — 19 січня 1999, Чернівці) — український живописець; член Спілки радянських художників України з 1954 року. Лауреат Літературно-мистецької премії імені Сидора Воробкевича за 1996 рік, заслужений художник України з 1997 року.

## Життєпис
Народилася 1 квітня 1912 року в селі Берегометі (нині селище Вижницького району Чернівецької області, Україна). Дитинство та юність пройшли у селі Лукавцях, де її батько, Лесь Киселиця, працював директором школи. Протягом 1928—1930 років студіювала малярство у майстернях художника-аматора Рацького та живописця Пантелеймона Видинівського в Чернівцях; у 1930—1939 роках навчалась у Празькій академії образотворчих мистецтв у Вратислава Нехлеби.
Протягом 1949—1951 років працювала у Чернівецькому відділенні Художнього фонду УРСР. Мешкала у Чернівцях в будинку на проспекті Незалежності, № 103, квартира № 34. Померла у Чернівцях 19 січня 1999 року. Похована в селі Лукавцях.

## Творчість
Працювала в галузі станкового живопису, створювала портрети, натюрморти, карпатські краєвиди. Серед робіт:
- «Буковинська дівчина» (1949);
- «Мати-героїня з дитиною» (1953; 1954, Бердянський художній музей)[4];
- «Солом'янки» (1953; 1967);
- «Буковинка» (1957, Чернівецький краєзнавчий музей)[4];
- «Заслужена артистка Р. Раїсова» (1957);
- «Заслужена артистка УРСР Р. Б. Борисова» (1959, Чернівецький краєзнавчий музей)[4];
- «Натюрморт» (1959);
- «Доярка В. Бойчук» (1960);
- «Польові квіти» (1965; 1980);
- «Сумні спогади» (1966);
- «Дівчина» (1966);
- «Безсмертники» (1966, Саратовський художній музей; 1973)[4];
- «Гуцульський натюрморт» (1967);
- «Домініка і Віорика» (1968);
- «Смуток» (1969);
- «Віорика і Марічка» (1970);
- «Чорнобривці» (1970);
- «Гуцулка з Косівщини» (1970);
- «Спогад про літо» (1970);
- «Жінка» (1971);
- «Студент медичного інституту В. Самораш» (1971);
- «Дівчина з книгою (Студентка Індюкова)» (1971);
- «Робітниця комбінату „Восход“ А. Тарнавська» (1971);
- «Подруга» (1971);
- «Напровесні» (1971);
- «Студентка В. Каплунська» (1972);
- «Вічне» (1972);
- «Барви осені» (1973);
- «Буковинський натюрморт» (1975);
- «Осінь» (1980-ті);
- «Подруги» (1980);
- «Квіти смутку» (1983).

Брала участь у виставках з 1950 року, у республіканських — з 1954 року. Персональні виставки відбулися у Чернівцях у 1974, 1988, 1992, 1996—1997 роках та посмертна у 2004 році, Сучаві у 1990 році, Києві у Національному художньому музеї України у 1997 році.
Крім згаданих музеїв, роботи художниці зберігаються у Чернівецькому художньому музеї, приватних колекціях.

## Вшанування
- У Чернівецькій області засновано обласну премію у галузі образотворчого мистецтва імені Одарки Киселиці, яка присуджується і вручається щороку з нагоди Дня художника[5];
- Ім'ям Одарки Киселиці названі вулиці в місті Чернівцях, селах Лукавцях та Миговому[6].